# Naniwa-kyō
Naniwa-kyō (難波京?), nota anche come Naniwa no Miyako, è stata una capitale dell'antico Giappone costruita a Namba (l'attuale città di Osaka, prefettura di Osaka).

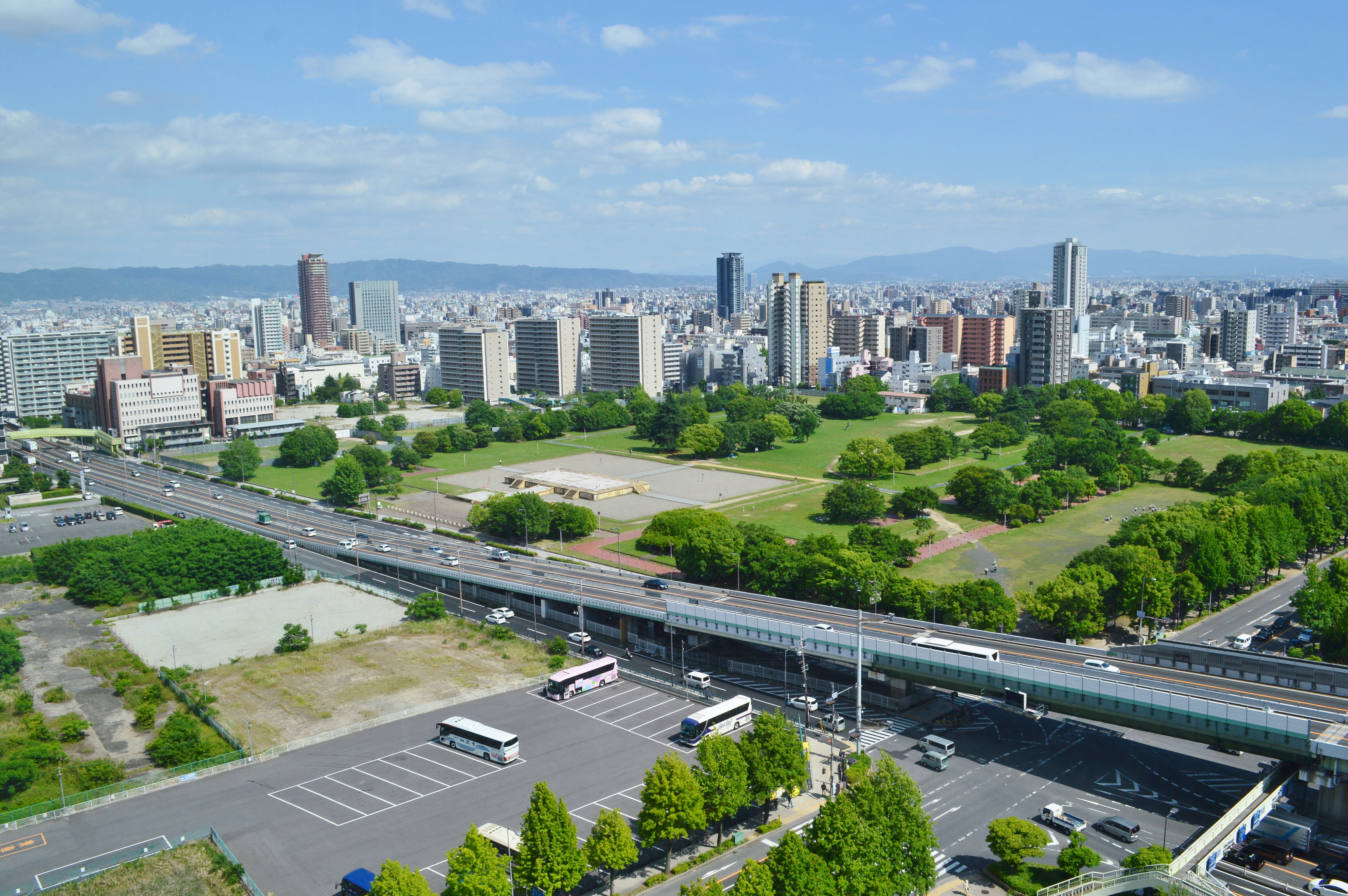
Parco storico del Palazzo Namba nella città di Osaka

Dopo il periodo Kofun, l'opinione prevalente è che il primo Palazzo Naniwa fu fondato come prima capitale del Giappone durante il periodo Asuka, ma l'esistenza della capitale non è stata confermata. Più tardi, nel periodo Nara, furono costruiti un palazzo (il Palazzo Naniwa) e divenne la capitale vera e propria.

## Storia
Naniwa, situata all'estremità orientale del Mare interno di Seto, che nell'antichità era un'importante via di comunicazione, è stata a lungo sede dei palazzi dei re del Giappone. Secondo la tradizione, l'imperatore Nintoku fondò per la prima volta un palazzo a Namba (Naniwa no Takatsunomiya, Nihon shoki) nel periodo Kofun e nel periodo Asuka l'imperatore Kōtoku fondò il palazzo Naniwa Nagara-Toyosaki.
Tuttavia, si trattava solo del palazzo in cui viveva l'imperatore e non era riconosciuto come la città centrale della nazione. In base ad alcune ricerche i resti del Taigokuden furono riportati alla luce e confermarono che si trattava del Palazzo Naniwa del periodo Asuka, e anche l'esistenza dell'area della capitale è stata confermata.
Nel 726 (Jinki 3) del primo periodo Nara, l'imperatore Shōmu ordinò la costruzione di un palazzo a Naniwa, e nel 744 (Tempyo 16) la capitale fu spostata da Kuni-kyō a Naniwa-kyō. Secondo gli scavi, in un'ampia area intorno al Palazzo Naniwa del periodo Nara sono stati rinvenuti numerosi fossati che si estendono in direzione delle direzioni equinoziali (ortogonali). Inoltre, dal fossato è stato scavato un gran numero di oggetti in terracotta, compresi quelli per la scrittura a inchiostro, che suggeriscono che nell'area viveva un numero significativo di persone. È stato anche documentato che i siti abitativi erano stati messi a disposizione dei funzionari governativi (Shoku Nihongi). Lo scavo dell'area che si presume essere Namba-kyo è stato estremamente difficile a causa della sua avanzata urbanizzazione, e negli ultimi anni sono state fatte una serie di scoperte. Nel 2010 sono state scoperte le tracce dei piloni di un ponte sul Joubou del Tardo Palazzo Naniwa nel sito di Uemachi, nel rione di Tennoji, e nel 2013 sono stati scoperti i resti di un grande complesso edilizio all'estremità meridionale della presunta Capitale Naniwa, 500 metri a sud di Shitennoji. Nel 2014 è stato scoperto un fossato del viale Suzaku-oji, 140 metri a sud delle rovine della Porta Suzaku del primo palazzo Naniwa (scoperto nel 1993).
L'imperatore Shōmu trasferì nuovamente la sede del governo a Heijō-kyō nel 745, l'anno successivo al trasferimento della capitale, ma la città continuò a prosperare nella logistica diplomatica come capitale secondaria e come porto per gli inviati cinesi Tang e per il trasporto marittimo. Nel 784, la capitale fu trasferita a Nagaoka-kyō e la vicecapitale Namba fu abbandonata.